# Bătălia de la Watling Street

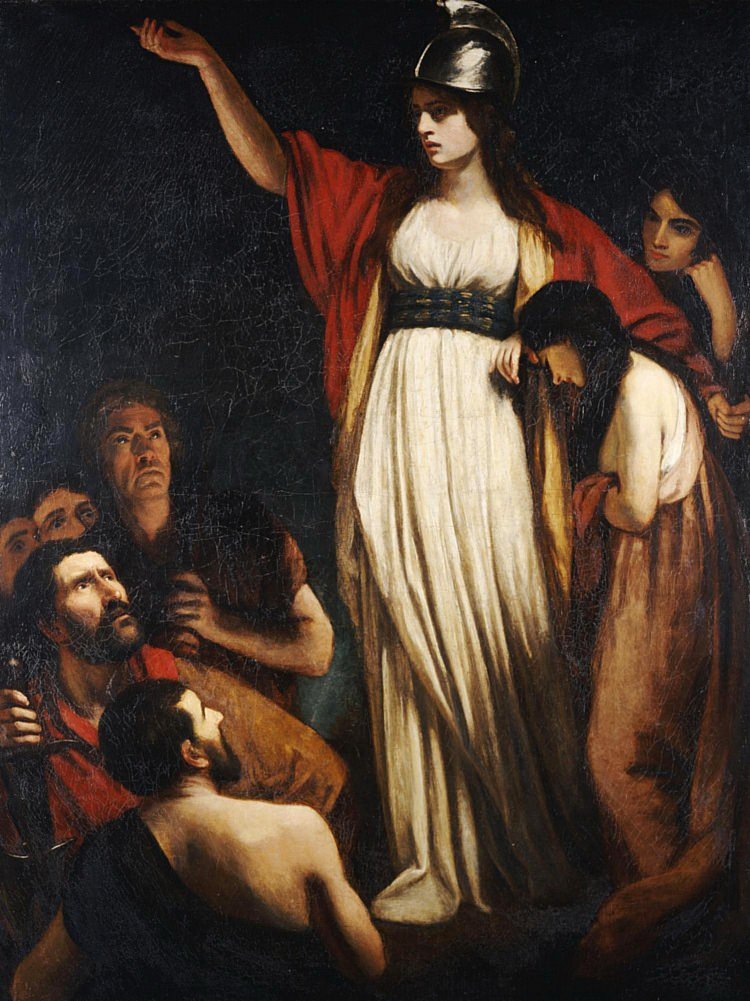

Boudica a fost soția lui Prasutaga conducătorul tribului Briton al icenilor dependent de Roma, locuitori ai regiunii Norfolk de azi în Britania de Est. După moartea soțului, armatele romane i-au cucerit teritoriul și i-au luat bogățiile, ceea ce i-a dat impuls de a conduce răscoala antiromană din anul 61. A încercat să negocieze cu romanii, dar aceasta a fost biciuită, iar fiicele ei au fost abuzate sexual de soldații romani.
Ca răzbunare,rebelii iceni și trinobanți, la comanda ei, au asediat orașele Camulodunum, Verulamium și au incendiat Londinium, măcelarindu-le locuitorii și punând legiunile pe fugă.

## Conjunctură
Suetonius Paulinus a strâns trupe suficient de numeroase pentru a se confrunta cu armata reginei.A adunat Legiunea XIV,unele detașamente din Legiunea XX și toate trupele auxiliare disponibile. Poenius Postumus,care era perfectul Legiunii II,staționată în vestul țării,a refuzat să participe la bătălie,crezând că armata rebelă e de neoprit,iar confruntarea cu ea era o sinucidere.
Chiar și așa, Suetonius Paulinus se afla la comanda a 10000 de oameni.

## Locul bătăliei
Romanii au ocupat o poziție care nu a fost niciodată identificată.Se știe că se aflau undeva la Watling Street, un drum principal care se îndrepta spre nord-vest din Londinium (Edgware Road de azi).
Alți istorici susțin că poziția romană și câmpul bătăliei ar fi fost în West Midlands, în timp ce alți istorici afirmă ca s-ar fi aflat mai la sud, în Northamptonshire.
Printre alte locuri propuse s-ar număra High Cross în Leicestershire, Mancetter,Kings Norton și Towcester.
Nu s-au găsit izvoare arheologice care să ateste bătălia în niciunul dintre aceste locuri.

## Organizarea armatelor
Armata rebelă număra 230.000, la comanda reginei Boudicca, alături de cele 2 fiice.
Deși era superioară numeric, era dezorganizată și haotică, iar triburile britanice aveau tactici care constau în derutarea și înfricoșarea inamicilor, cu corpurile vopsite (în albastru),părul uns cu noroi, gesticulând și urlând sălbatic,zornăind armele și sunând din trâmbițe.
Britanicii credeau că zeii erau de partea lor, dar le lipsea manevrabilitatea,priceperea sau experiența de luptă și sistemul de comunicații.Din perspectiva lor,bătălia era asemeni unei încăierări într-o tavernă, dar de proporții mai mari.
Armata romană era foarte disciplinată,organizată și obișnuită să primească mesaje complexe pe timpul bătăliei. Câmpul de luptă aflat într-o vale mărginită de pădure îi avantaja pe romani.
Spațiul limitat nu-i permitea reginei Boudicca să se confrunte cu armata romană decât folosind o parte mică a forțelor de care dispunea.

## Bătălia

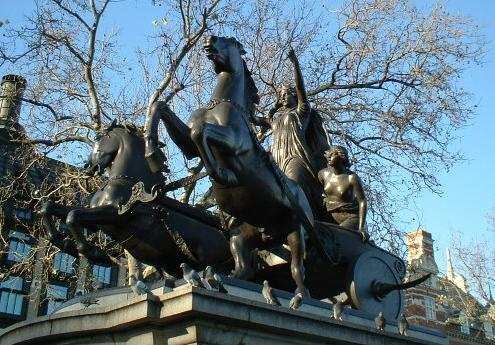
Boudiccastatue

Tacitus scrie, că Boudica își conducea armata de pe un car, adresându-se înainte de bătălie oamenilor săi cu un discurs, în care îndemna să nu fie considerată drept o regină nobilă, care se răzbună pentru regatul pierdut, ci o femeie obișnuită, care se răzbună pentru bătaia de joc asupra ei, și abuzurile împotriva fiicelor ei. Zeii erau de partea lor, o Legiune, care l-i s-a opus, a fost distrusă, deci le vor distruge și pe altele. Ea, femeie, era gata mai degrabă să moară, decât să trăiască ca roabă, îndemnându-i la acesta și pe oamenii ei.
Bătălia a început. Mii de barbari îi atacă pe romani, dar au fost respinși cu o ploaie de sulițe.
Romanii au avansat în formație de pană pentru a respinge și al doilea val de britanici.Britanicii au încercat să se retragă,dar au fost împiedicați de propriile lor familii, care formaseră un cerc de căruțe la marginile câmpului de luptă.
Au fost măcelăriți, prinși între legiunile romane și propriile lor căruțe.Se spune că au fost uciși 80000 de britanici. Boudicca s-a otrăvit și rebeliunea a luat sfârșit.

## Urmări
Poenius Postumus, perfectul roman care refuzase să lupte, s-a sinucis și el când a aflat despre copleșitoarea victorie romană.
Suetonius Paulinus a continuat să organizeze expediții de pedepsire, dar ulterior a fost înlocuit la porunca împăratului Nero cu un alt guvernator mai conciliant, Publius Petronius Turpilianus. Teritoriile icenilor și a celor din tribul Trinovantes au rămas sub control roman.

## Tactici

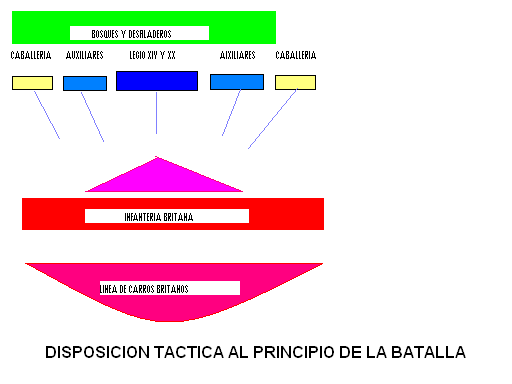
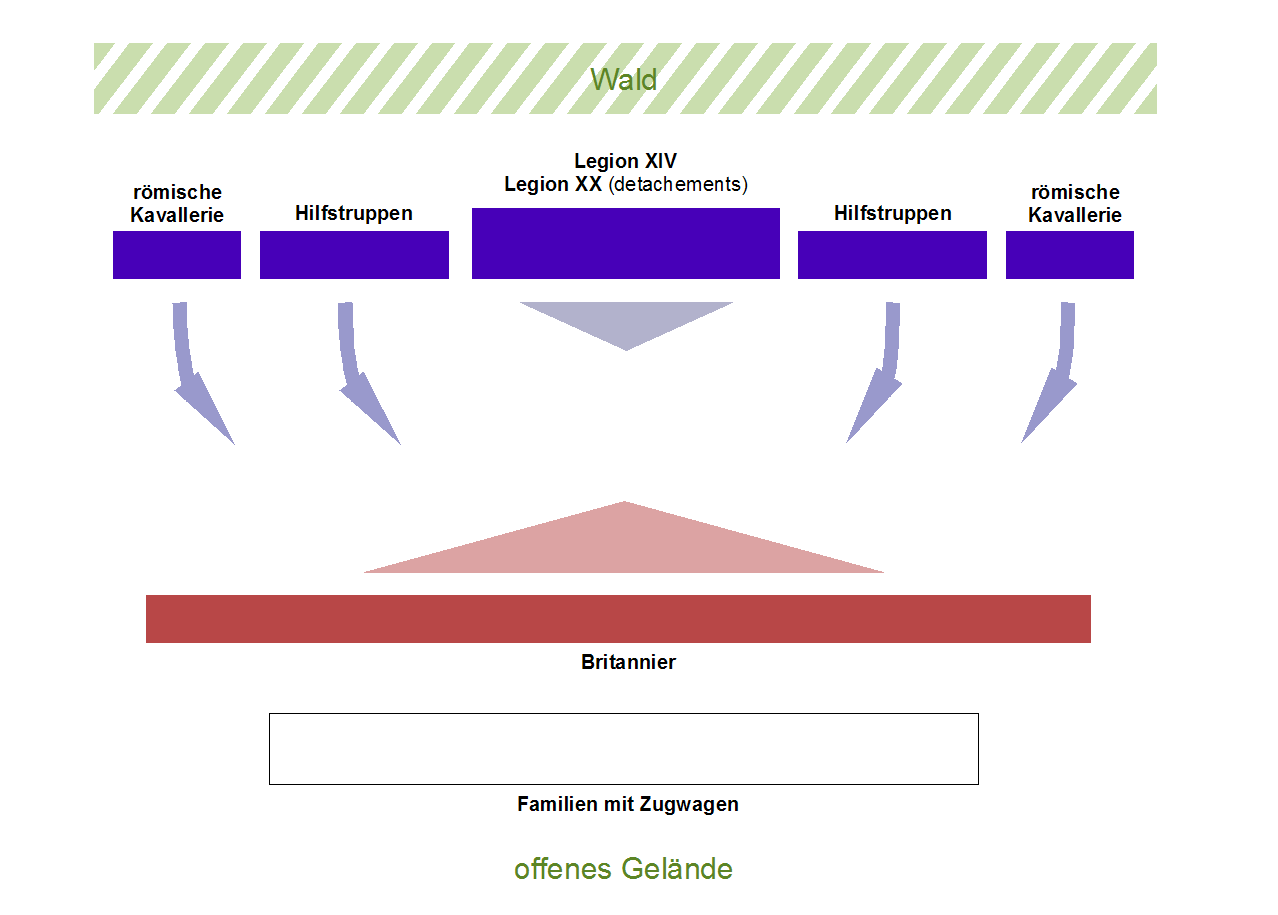